# Huzarzy

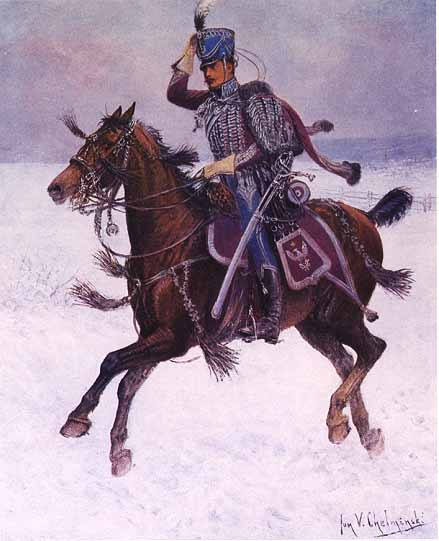
Oficer huzarów Księstwa Warszawskiego w dolmanie, z szabeltasem i innymi typowymi szczegółami wyposażenia (mal. Jan Chełmiński, 1913)

Huzarzy (lp huzar od węg. huszár – rozbójnik) – formacja lekkiej jazdy umundurowana i uzbrojona na sposób węgierski. Jej podstawową broń stanowiły szable oraz lekka broń strzelecka, a charakterystycznym elementem umundurowania był dolman i mentyk. Formacja powstała w XV–XVI wieku.

## Charakterystyka

### Umundurowanie, wyposażenie, wygląd
Uzbrojenie huzarów stanowiła szabla – do walki zawieszana na temblaku, krótki karabinek kawaleryjski (bandolet) noszony po prawej stronie na bandolierze oraz para skałkowych pistoletów w olstrach. Ich charakterystycznym umundurowaniem były krótkie haftowane (szamerowane) i obszyte barankiem kurtki – dolmany, oraz obcisłe zdobione (cyfrowane) spodnie (rajtuzy). Na obcisłą kurtkę zarzucana była pelerynka zwana mentykiem. Do typowego wyposażenia huzara należał też szabeltas (będący pozostałością po używanym przez raców sajdaku), dwubarwnie przeplatany pas-szarfa oraz tzw. węgierskie buty o obniżonej i miękkiej cholewie z wycięciem, później zdobione czasem chwastami. Za wyróżniające nakrycie głowy służyła wysoka czapka: wcześniej skrzydlaty kołpak, czyli mirliton oraz kuczma, w XIX w. na ogół kuczma lub czako. Huzarskim zwyczajem było początkowo golenie głowy z pozostawieniem jednego długiego loka (jak kozacki osełedec), co później zastąpiły długie włosy z lokami bądź zaplatane w warkoczyki; do żołnierskiej tradycji należały też obfite wąsy i chętnie noszone w uszach kolczyki. Efektownie barwne w późniejszych czasach umundurowanie huzarów, wcześniej cechowała skromniejsza i ciemniejsza kolorystyka: od czerni, ciemnozielonego i ciemnoniebieskiego (granatowego) do ich jaśniejszych odcieni.
Podobnie jak w innych oddziałach lekkiej jazdy (szwoleżerowie, ułani), huzarzy używali charakterystycznych czapraków (filcowych lub sukiennych) o wydłużonych z tyłu końcach („ogonach”), które niekiedy podpinano do boju. Jako wierzchowce służyły niewielkie, lecz wytrzymałe konie, o silnej budowie i zwartym pokroju, ćwiczone do wykonywania w boju zwrotów bez udziału walczącego jeźdźca. W odróżnieniu od innych formacji kawaleryjskich, pierwotnie nie dobierano ich pod względem jednolitego umaszczenia (częste były za to nisko cenione konie srokate, tarantowate, dereszowate). Później, gdy huzarów ostatecznie przekształcono w regularną kawalerię bojową, korzystali oni (np. w XIX wieku) już z okazalszych, ale ścigłych wierzchowców, odpowiednio dobieranych umaszczeniem w ramach szwadronów i pułków.

### Zastosowanie bojowe i taktyka walki

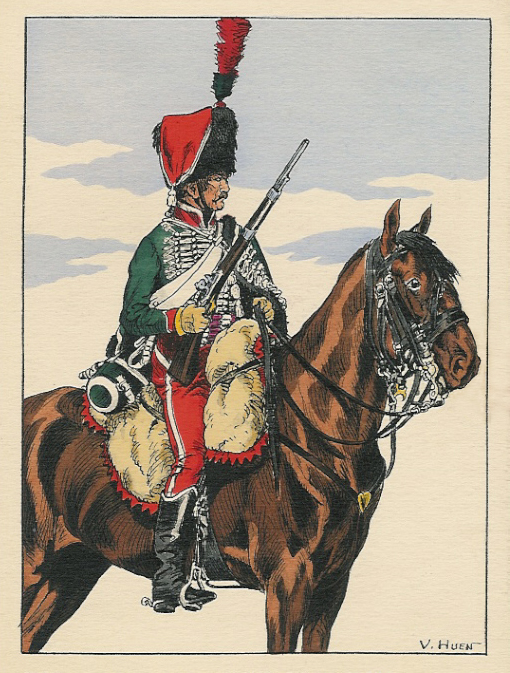
Huzar francuski z okresu napoleońskiego (1804)

W okresie wojen napoleońskich zadania huzarów ograniczały się głównie do rekonesansu terenów położonych w pobliżu przemarszu głównej kolumny wojsk.
Regimenty huzarów formowały swoje szwadrony w szyku bojowym i przeczesywały okolicę. W przypadku nawiązania kontaktu z nieprzyjacielem szwadron czołowy przegrupowywał się w galopie, frontem strzelców osłaniając pozostający w tyle regiment. Nawiązawszy kontakt bojowy, huzarzy-harcownicy oddawali salwę karabinową na 100 m. przed pozycjami nieprzyjaciela. Celem byli przede wszystkim oficerowie przeciwnika. Później, z pistoletami w prawej ręce i dobytymi szablami, wiszącymi u nadgarstków na temblakach, szarżowali, zachowując pistoletową kulę aż do ostatniego momentu. W końcu przekładali pistolet do lewej dłoni i rozpoczynali walkę szablami.
Gdy szarża wymagała wsparcia całego regimentu, poszczególne szwadrony nacierały rozwiniętymi falami na prawe lub lewe skrzydło, starając się maksymalnie wykorzystać siłę uderzenia.
Zadania defensywne huzarów polegały głównie na kontrolowaniu ruchów przeciwnika poprzez wymuszanie kontaktu bojowego i dzięki temu eliminowanie czynnika zaskoczenia oraz na ukrywaniu ruchów głównej kolumny własnych wojsk poprzez działania pozorowane i nękanie atakami.

### Status społeczny

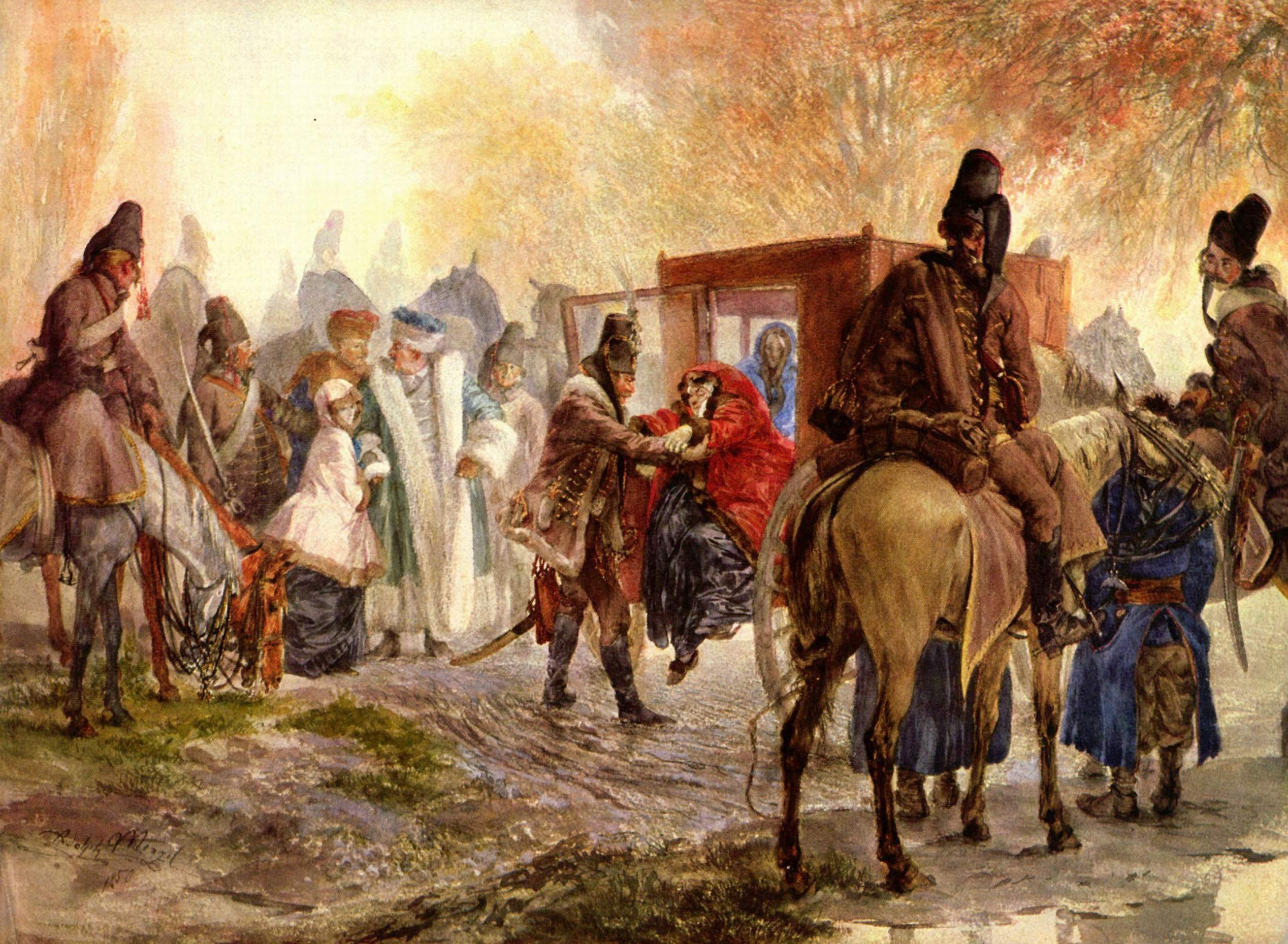
Pruscy huzarzy napastujący polską rodzinę szlachecką (mal. Adolph von Menzel, 1850)

W odróżnieniu od innych formacji kawaleryjskich, gdzie przyjmowano młodzież szlachecką i lepszego pochodzenia, a w których służba uchodziła za zaszczyt, do jednostek huzarskich rekrutowano ochotników z niższych klas społecznych, niejednokrotnie elementy zdeklasowane, a nawet ze środowisk kryminogennych. Również do stopni oficerskich dopuszczano wyjątkowo osoby nieszlacheckiego pochodzenia. Skutkiem tego był początkowo ich niski status w armii, nim w XIX wieku stali się kawaleryjską elitą, będąc wówczas często zaliczani do jednostek gwardyjskich. Początkowo jednak nawet w niewybrednej armii pruskiej uznawano ich za parweniuszy. Znani na ogół z niekarności, prostactwa, brutalności i łupiestwa huzarzy XVIII-wiecznych armii europejskich budzili swym pojawieniem lęk i obawę nie tylko wśród ludności cywilnej. Obyczaje ich powszechnie uważano za barbarzyńskie, a ich samych „za niewiele więcej niż konnych bandytów”, według określenia jednego z francuskich dowódców. Okazywane na polach bitew męstwo, zdolności bojowe i niekiedy straceńcza odwaga stopniowo zmieniały ten niekorzystny wizerunek huzara, nadając mu z czasem cechy heroiczne.

## Historia

### Geneza

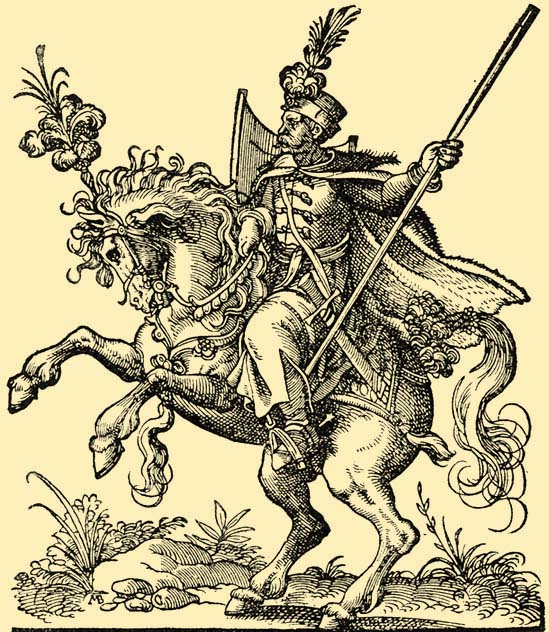
XVI-wieczny węgierski rac z ówczesnym wyposażeniem: lekką kopią, szablą i tzw. tarczą skrzydlatą

Pierwowzorem tej formacji byli racowie, którzy na przełomie XV–XVI wieku po odrzuceniu kopii, tarcz i pozostałego uzbrojenia ochronnego przekształcili się ostatecznie w huzarów.
Austriaccy Habsburgowie korzystali z nieregularnej jazdy węgierskiej już w XV wieku, lecz dopiero w 1688 formalnie utworzyli jej pierwsze regimenty jako jednostki półstałe, gdy oczywista stała się potrzeba posiadania również takiej lekkiej kawalerii. W państwie Habsburgów odgrywały one szczególną rolę w strzeżeniu na południu tzw. granicy wojskowej (Militärgrenze) przed niespodziewanymi napadami z ziem osmańskich Turków, zapewniając doraźną obronę i współdziałając z wojskami regularnymi przy dobrej znajomości miejscowych warunków. Konnica ta działała niezależnie, w niewielkich grupach, w trudnym terenie wykluczającym użycie większych regularnych oddziałów. Wykorzystywano ją do służby wartowniczej, patrolowania, szerszych działań rozpoznawczych, do pościgu i zaskakujących napadów. Większe zgrupowania huzarów zdolne były do dokonywania dalekosiężnych wypadów (zagonów) na terytorium przeciwnika.

### W armiach europejskich

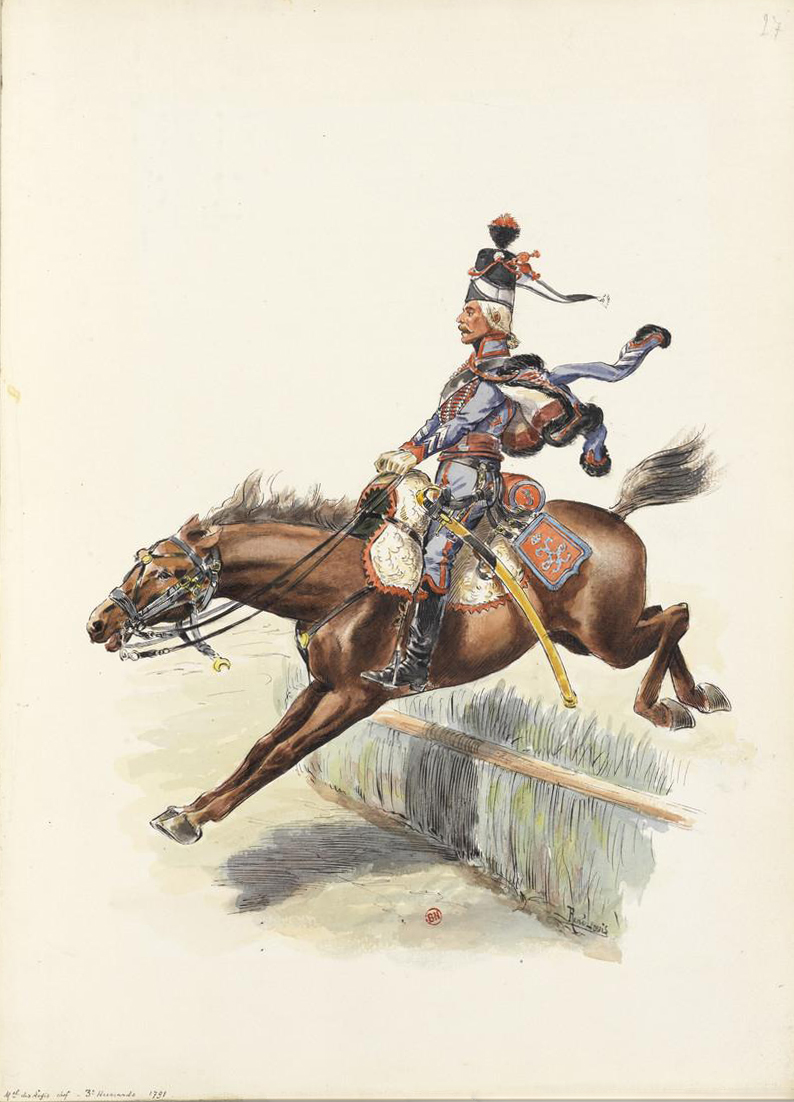
Wachmistrz (maréchal des logis) francuskiego regimentu Esterházy’ego

W połowie XVIII wieku armia austriackich Habsburgów dysponowała już 12 pułkami huzarów, złożonych regulaminowo z 12 kompanii (6 szwadronów) po 110 ludzi. Wcześniejsze stany przewidywały stan 10 kompanii (5 szwadronów) po 100 ludzi, tzn. 1000 kawalerzystów do boju, lecz wzmocnione regimenty w 1744/1745 liczyły 1000–1400 żołnierzy. Formacja ta występująca w armii austro-węgierskiej aż do początków XX wieku (tj. do pierwszej wojny światowej), była stopniowo przejmowana przez inne armie europejskie i amerykańskie, osiągając największą popularność w XIX stuleciu. Do najbardziej znanych należały regimenty wystawione przez rodziny Esterházych, Baranyai, Kálnoky, Erdődy, a także przez wybitnych węgierskich dowódców huzarów w służbie cesarskiej – Nádasdy’ego i Hadika.
Poza Austrią najwcześniej jednostki huzarskie organizowano we Francji, gdzie pierwszy pułk sformowano z cesarskich dezerterów już w 1692, a w 1701 powstał późniejszy regiment Rattsky’ego. Istotny początek rozwojowi tej formacji dało jednak powstanie regimentu Bercheny’ego, formowanego z węgierskich emigrantów w latach 1719–1720 przez hr. László Bercsényi po upadku powstania Rakoczego. Kolejno powstały dwa pułki utworzone przez hrabiów Esterházych: pierwszy w Strasburgu (1735), sformowany na koszt własny i znany potem (1764) jako regiment Davida, oraz tzw. drugiej formacji, powstały z inicjatywy francuskiej w 1764, pod komendą młodszego hr. Esterházy’ego. Wszystkie te jednostki wyróżniły się w późniejszych wojnach rewolucyjnej Francji i napoleońskich, kiedy w armii francuskiej powstało najwięcej pułków huzarskich. Wśród nich zjawiskiem specyficznym, choć krótkotrwałym (1792-1793) było utworzenie w wojskach gen. Dumouriez rewolucyjnego pułku „huzarów śmierci” (hussards de la mort).

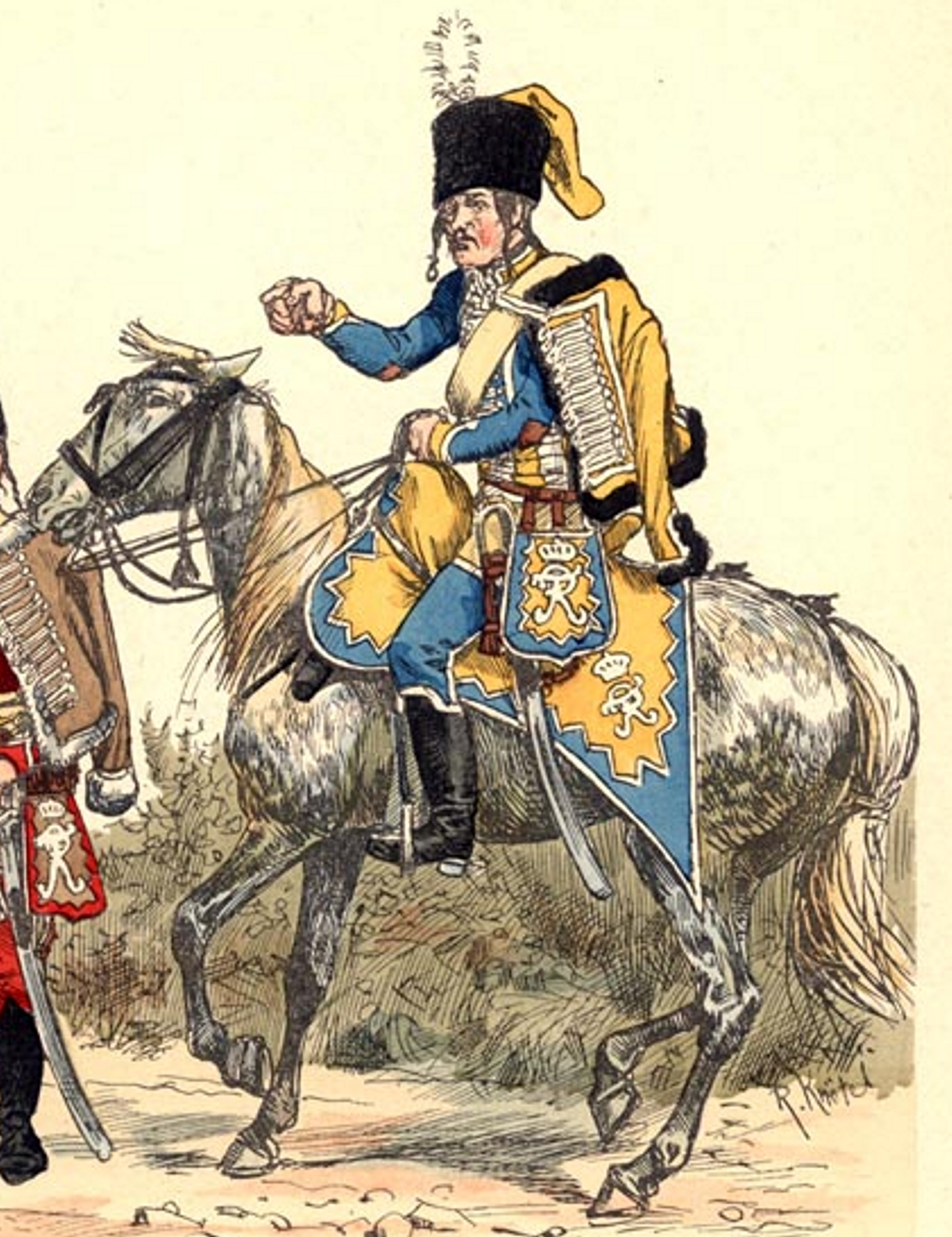
Pruski huzar kontyngentu magdeburskiego

W Prusach pierwszy niewielki oddział huzarów utworzono w 1721; początkowo liczył zaledwie 30 jeźdźców, lecz w 1731 Fryderyk Wilhelm sformował z nich jednostkę przybocznej gwardii huzarskiej. Przejęta przez Fryderyka Wielkiego armia pruska liczyła już 2 regimenty, zreorganizowane w latach 1741–1745 i rozwinięte do 8 jednostek; do 1773 było ich dziesięć – każdy złożony z 10 szwadronów i liczący niemal 1500 ludzi. Do znanych i cenionych zaliczał się 7 regiment Małachowskiego („żółci huzarzy”), 6 pułk „brunatnych huzarów” von Wernera czy 5 regiment von Ruescha („czarni huzarzy”, zwani też „huzarami śmierci” ze względu na noszone na mirlitonach odpowiednie oznaki). W armii fryderycjańskiej huzarzy pełnili jeszcze dodatkową rolę strażniczą rodzaju wojskowej policji (żandarmerii), do której zadań należało zawsze tworzenie kordonu ochronnego wokół obozowisk i w razie potrzeby ściganie w terenie i chwytanie dezerterów.
Zarazem to właśnie król pruski przekształcił huzarów w jednostki kawalerii regularnej, zdolnej do skutecznego działania w zwartym szyku podczas wielkich batalii. Zmiana ta radykalnie zdecydowała o ich przekwalifikowaniu z formacji pierwotnie przeznaczonej do toczenia działań głównie „partyzanckich”, co naśladowano potem w innych armiach europejskich, uznając ich za kawalerię bitewną trzeciej linii. Pruscy huzarzy przez długi czas jednak ustępowali austriackim pod względem wyszkolenia, sprawności i zdolności bojowych, choć w pruskiej tradycji propagandowej za „króla huzarów” zwykło się uważać fryderycjańskiego generała von Zietena.

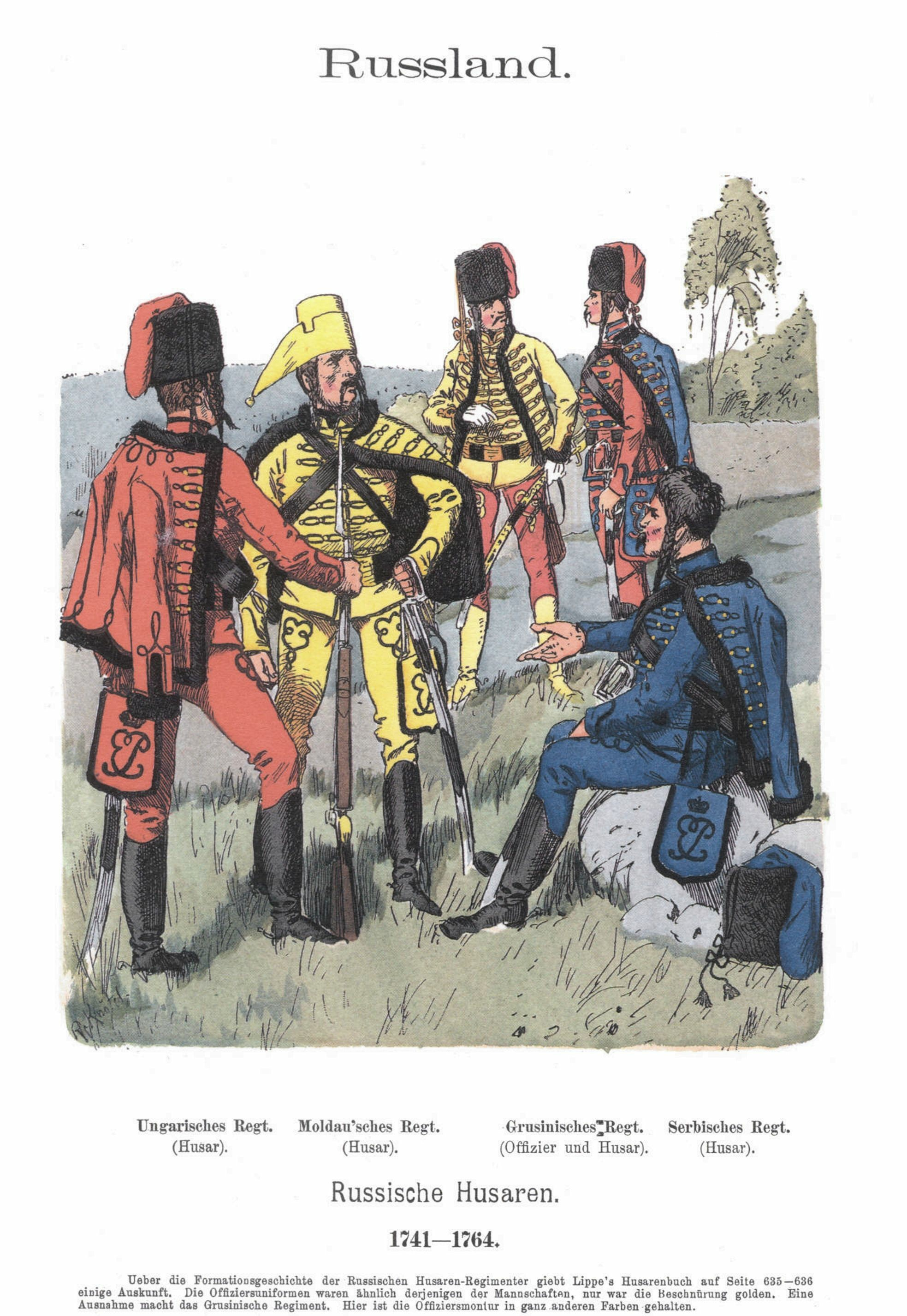
Huzarzy wczesnych regimentów carskich (od lewej): węgierskiego, mołdawskiego, gruzińskiego, serbskiego

W Rosji generał hr. von Münnich był za panowania carycy Anny Iwanowny twórcą pierwszych pułków husarskich. Początkowo złożone z serbskich emigrantów z Austrii, potem rekrutowano je także z Węgrów, Wołochów, Mołdawian i Gruzinów, tak że w 1740/41 istniało już 5 regimentów noszących odpowiednie nazwy. Istotną rolę w ich tworzeniu odegrał inny powstańczy oficer Rakoczego – Ádám Máriássy. Dalsze jednostki pułkowe, których w 1761 było 12, rekrutowano na ogół spośród zbiegłych spod panowania tureckiego Serbów, ale także z Macedończyków i Bułgarów, a ostatecznie i z rosyjskich kozaków.
Inną drogą przebiegało tworzenie huzarów angielskich, co łączyło się ze specyfiką sił zbrojnych na wyspach brytyjskich. W 1759 dokonano przekształcenia kilku pułków typu dragońskiego, nadając im cechy huzarów i nazwę „lekkich dragonów”. W ten sposób powstały w 1715 regiment dragonów Mundena zamieniono na 13 pułk lekkich dragonów czy lekkokonne pułki Elliota i markiza Drogheda na 15 i 18 pułk lekkich dragonów. Dopiero w okresie napoleońskim (1811) jednostki te ponownie przemianowano i przekształcono w regularne pułki huzarów, których aż 9 (na ogółem 16 jednostek kawaleryjskich) uczestniczyło w iberyjskiej kampanii Wellingtona. Angielską odmienność swoiście zaznaczała też nazwa ówczesnej czapki huzarskiej (kuczmy ze zwisającym wierzchem), znanej jako busby. Za to naśladownictwo kontynentalnych „huzarów śmierci” znalazło odbicie w stosowaniu oznaki czaszki ze skrzyżowanymi piszczelami na hełmach 17 pułku lekkich dragonów uczestniczącego w wojnie amerykańskiej w latach 1775–1783.
Emigranccy oficerowie Rakoczego zapoczątkowali też formacje huzarskie w kawalerii innych państw europejskich: Danii, Szwecji, Belgii, Włoch, Hiszpanii (regiment Księżniczki, regiment Pavía). W Belgii do pierwszych należał pułk huzarski Tongerlo, powstały podczas antyaustriackiego powstania, a sformowany w opactwie Tongerlo (1789) i dowodzony przez jego przełożonego. Jeszcze w XVIII w. jednostkę huzarów utworzono również w Stanach Zjednoczonych w latach rewolucji amerykańskiej, w której uczestniczył poległy pod Charleston (1799) Mihály Kováts. Przykład ten już w XIX stuleciu poskutkował naśladownictwem w państwach południowoamerykańskich, gdzie jednostki huzarów powstawały w Peru, Argentynie, Chile i Wenezueli.

### W wojsku polskim

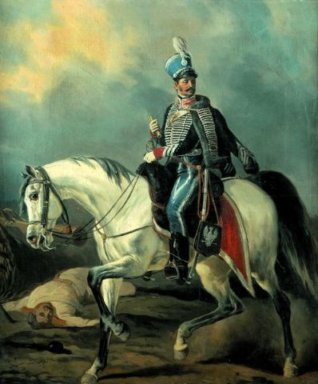
Polski huzar (mal. F. Sypniewski)

Pierwszą jednostkę huzarów sformowano w okresie insurekcji kościuszkowskiej – był nią oddział majora Ksawerego Krasickiego, utworzony w sierpniu 1794 głównie z Polaków pochodzących z zaboru austriackiego. Znani pod potoczną nazwą huzarów Krasickiego albo „zielonych huzarów”, brali udział m.in. w bitwie pod Racławicami.
W okresie Księstwa Warszawskiego utworzono w 1809 dwa pułki huzarów (10 i 13), uzbrojonych w szable, karabinki i pistolety. Obydwa uczestniczyły w kampanii napoleońskiej w 1812 i 1813 roku:
- 10 Pułk Huzarów – sformowany w Wielkopolsce, dowodził nim płk Jan Nepomucen Umiński; w wojskach napoleońskich był pierwszym oddziałem, który we wrześniu 1812 wkroczył do Moskwy. Uczestniczył w starciach pod Jankowicami (czerwiec 1809), potem (w trakcie kampanii 1812 roku) pod Możajskiem, nad Dźwiną, pod Drują i Woronowem; po znacznych stratach w walce z kozakami na Białorusi, resztki wcielono do pułku 13 huzarów[24]. W XX wieku, podczas II wojny światowej tradycję tej jednostki podjął 10 pułk huzarów sformowany we włoskim San Basilio w końcu 1944 roku w ramach trzeciej brygady pancernej i działający w składzie 2 Korpusu[25].

- 13 Pułk Huzarów – sformowany w Lublinie pod dowództwem płk. Józefa Tolińskiego i noszący początkowo nazwę 1 Pułku Huzarów Galicyjsko-Francuskich; później (od kon. 1813) pod komendą płk. Józefa Sokolnickiego. W rosyjskiej kampanii Napoleona brał udział w bitwach i potyczkach pod Mirem, Romanowem, Smoleńskiem, Możajskiem, Czerykowem, Woronowem, Małojarosławcem, Borysowem, nad Berezyną, a podczas dalszego odwrotu wojsk napoleońskich: pod Hellensdorf, Peterswalde, Sere, Pirną i Dreznem[26].

W odtwarzanej za panowania Aleksandra I armii Królestwa Polskiego jednostki huzarskie już nie istniały. W skład polskiej kawalerii przed wybuchem powstania listopadowego wchodziły wyłącznie pułki dwóch formacji: ułanów i strzelców konnych (szaserów).

## Wybrane jednostki huzarów(w osobnych hasłach)

### Polskie pułki huzarów
- 10 Pułk Huzarów Księstwa Warszawskiego
- 13 Pułk Huzarów Księstwa Warszawskiego
- 10 Pułk Huzarów Wołyńskich

### Niemieckie pułki huzarów
- 1 Przyboczny Pułk Huzarów

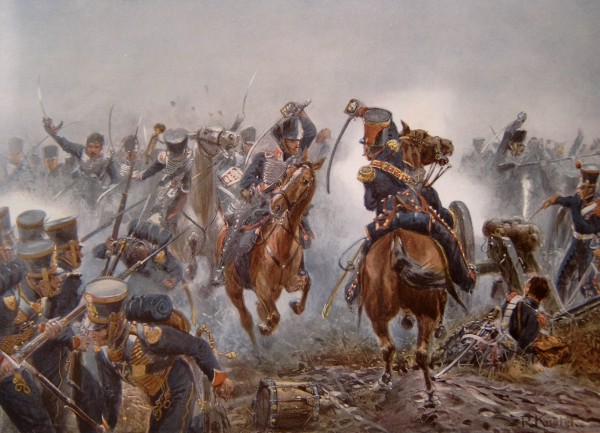
Szarża pruskich huzarów w bitwie narodów pod Lipskiem

- 2 Przyboczny Pułk Huzarów im. Królowej Prus Wiktorii
- 6 Pułk Huzarów im. Hrabiego Goetzena (2 Śląski)
- 10 Pułk Huzarów (Magdeburski)
- 13 Pułk Huzarów im. Króla Włoch Humberta (1 Heski)
- 17 Pułk Huzarów (Brunszwicki)

### Rosyjskie pułki huzarów

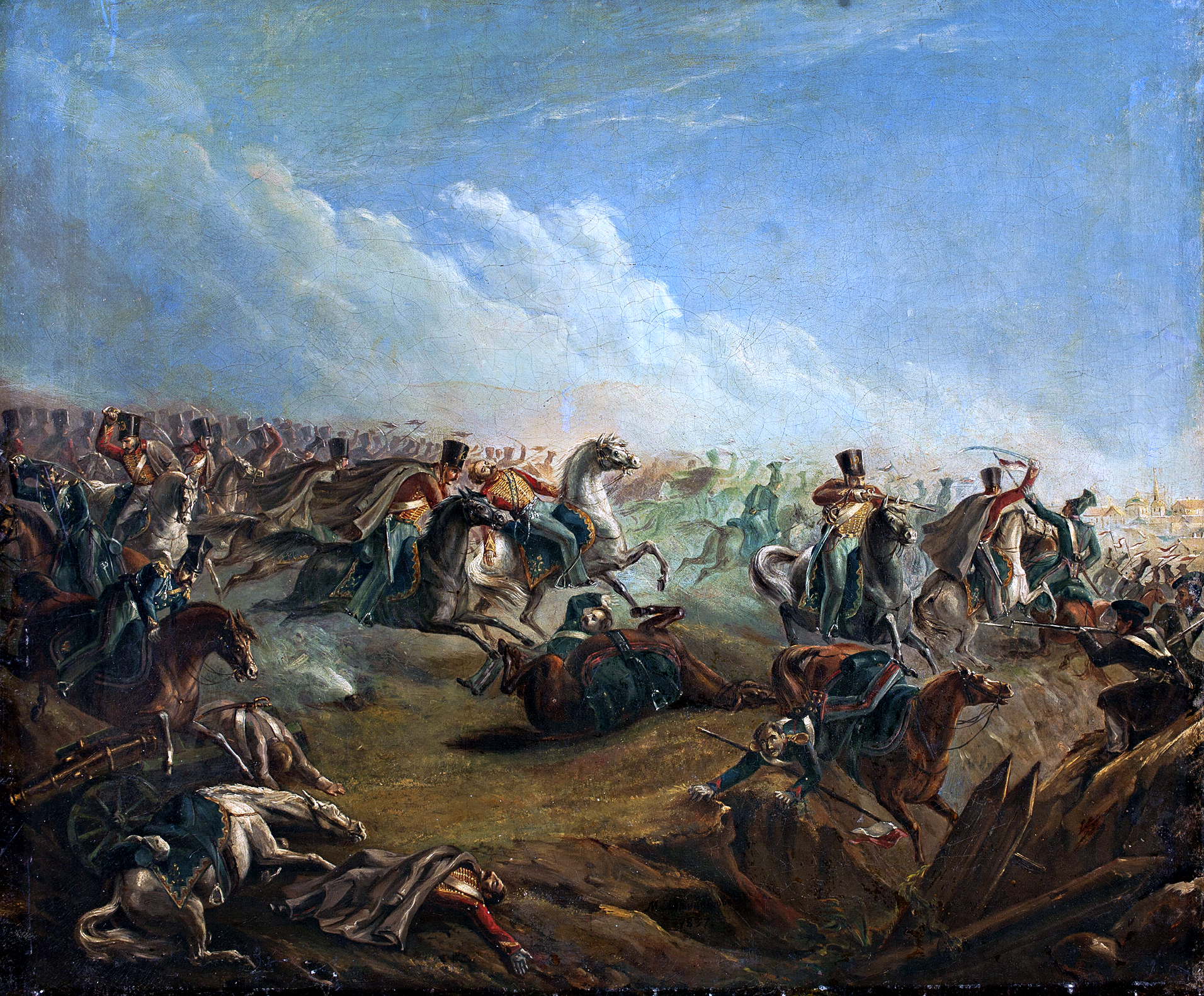
Starcie rosyjskich huzarów gwardii z kawalerią polską pod Warszawą (1831)

| - 1 Sumski Pułk Huzarów - 2 Pawłogradzki Pułk Lejb-Huzarski - 3 Jelizawietgradzki Pułk Huzarów - 4 Mariupolski Pułk Huzarów - 5 Aleksandryjski Pułk Huzarów - 6 Klastycki Pułk Huzarów - 7 Białoruski Pułk Huzarów - 8 Łubieński Pułk Huzarów - 9 Kijowski Pułk Huzarów - 10 Ingermanlandzki Pułk Huzarów | - 11 Iziumski Pułk Huzarów - 12 Achtyrski Pułk Huzarów - 13 Narewski Pułk Huzarów - 14 Mitawski Pułk Huzarów - 15 Ukraiński Pułk Huzarów - 16 Irkucki Pułk Huzarów - 17 Czernichowski Pułk Huzarów - 18 Niezhiński Pułk Huzarów - Lejb-Gwardyjski Grodzieński Pułk Huzarów - Lejb-Gwardyjski Pułk Huzarów Jego Wysokości |

### Francuskie pułki huzarów
- 1 Pułk Powietrznodesantowy Huzarów

## W kulturze i twórczości

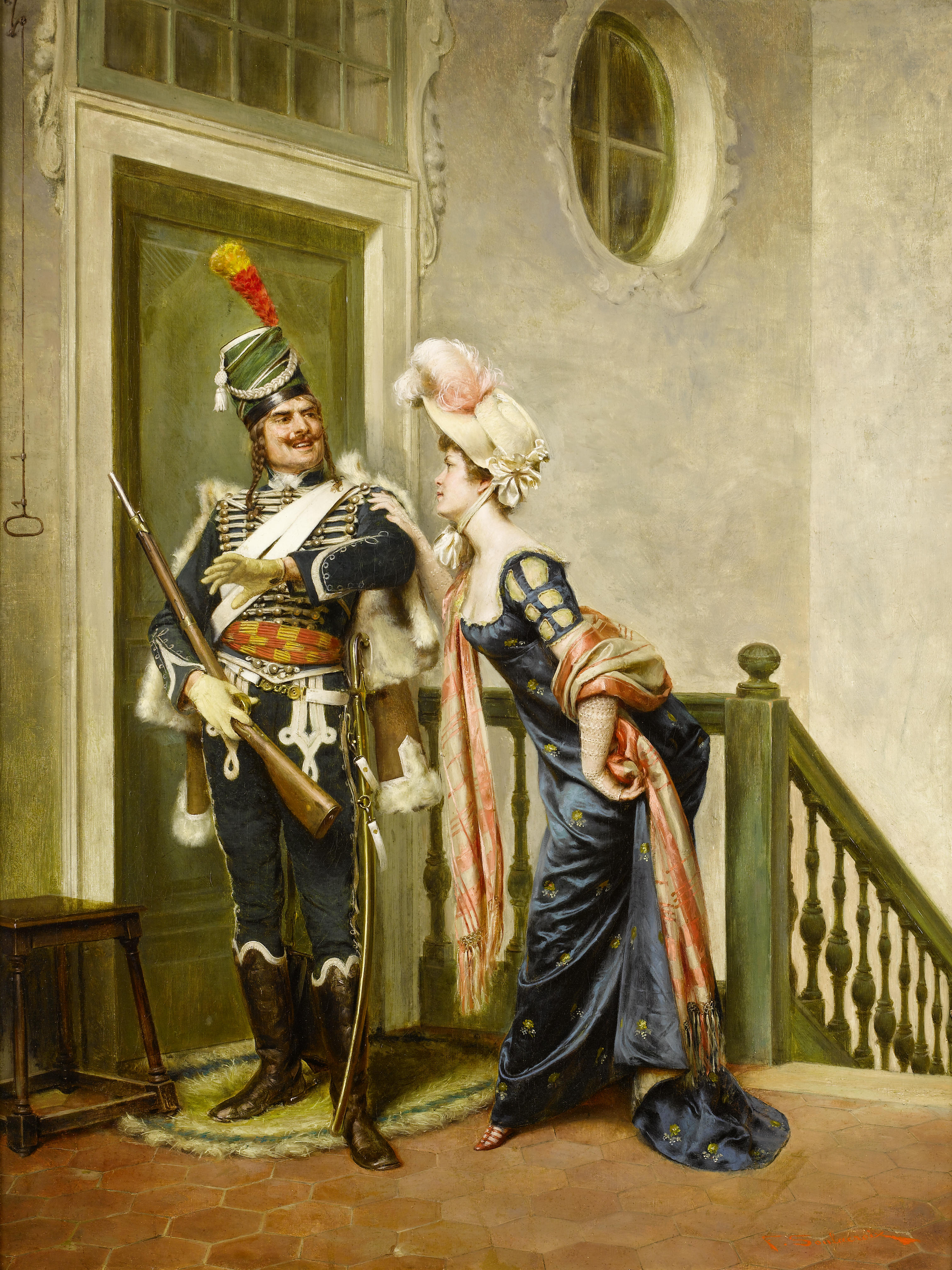
Huzar w scenie obyczajowej (Szarmancki oficer, mal. F. Soulacroix)

Tematyka huzarska znalazła przede wszystkim szerokie odzwierciedlenie w malarstwie, zarówno batalistycznym, jak portretowym i rodzajowym, w mniejszym stopniu też w rzeźbie. Malowniczość stroju huzara, a przy tym wzrost zainteresowania folklorem węgierskim sprawiły, że w XIX wieku postać huzara występowała również w szeregu utworów literackich i scenicznych, np. w operetce Wiktoria i jej huzar Paula Abrahama, w wodewilach (m.in. N.A. Niekrasowa) czy komedii Damy i huzary Aleksandra Fredry. Jego typ jako żołnierza samochwała wykorzystano w popularnej węgierskiej operze ludowej (śpiewogrze) Zoltána Kodálya pt. Háry János o rzekomym weteranie huzarze (1926).
W literaturze tematyka ta znalazła odbicie w kilku opowiadaniach Puszkina, w noweli Lwa Tołstoja Dwaj huzarzy (1856) oraz epizodach i postaciach jego Wojny i pokoju, w licznych utworach Arthura Conan Doyle’a z cyklu o brygadierze Gerardzie, w opowiadaniu Pojedynek (1907) Josepha Conrada; nadal obecna jest w prozie współczesnej, np. Jeana Giono (Huzar na dachu, 1951) czy Arturo Péreza-Reverte (Huzar, 1983).
W nowszych czasach w kinematografii została spopularyzowana w historycznych filmach fabularnych, m.in. Huzarska ballada (1962), Szarża lekkiej brygady (1968), Przygody Gerarda (1969) J. Skolimowskiego, Pojedynek (1977), Huzar (1995).

## Literatura
- Emir Bukhari, Angus McBride: Napoleon’s Hussars. London: Osprey Publishing, 1978, seria Men-at-Arms 76